# 喜多孝治

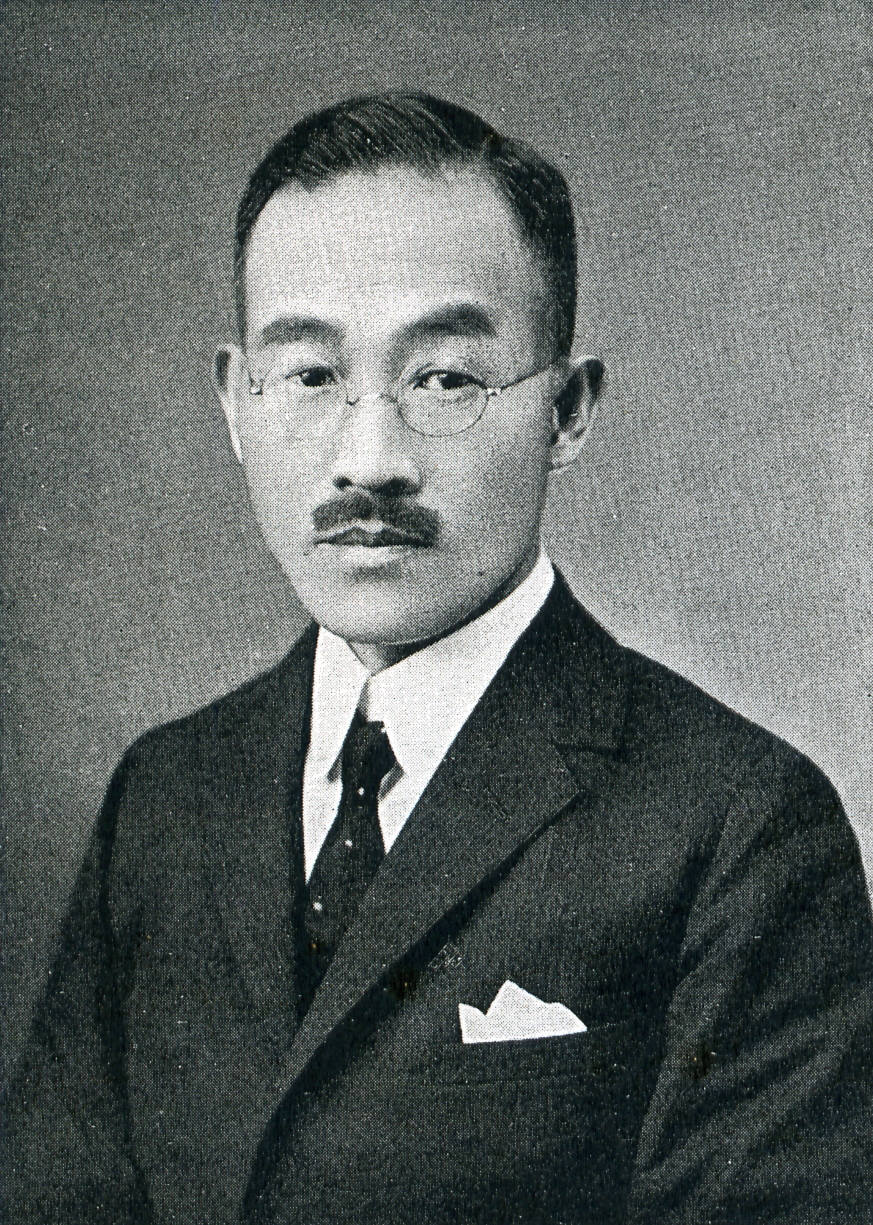
喜多孝治

喜多孝治（きた こうじ，1878年2月15日—1934年3月11日）是日本遞信官僚、樺太廳長官、眾議院議員（立憲政友會）。

## 生平
大阪府北河内郡門真村（現門真市）出身。1902年（明治35年）7月，東京法学院（現中央大学）英語法学科畢業後，在同院高等法学科專攻国际法，1904年（明治37年）4月畢業。
1903年（明治36年）11月，考取文官高等試驗行政科試驗，1904年7月，進入遞信省就任經理局檢查課下檢查係事務取扱。歷任通信事務官、遞信書記官、經理局檢查課長經理局兼調度課長與電信灯台用品製造所長、通信副事務官、新潟郵便局長、東京中央電話局長、東部遞信局經理部長。1918年由（大正7年）3月一年間，為了研究通信事業留學美国、英國。1919年（大正8年）8月歸國，擔任遞信省臨時調查局事務官兼遞信監察官。
1919年11月，轉任臺灣總督秘書官兼臺灣總督府参事官。1922年（大正11年）擔任殖產局長，1924年（大正13年）擔任台南州知事。1927年（昭和2年）轉任樺太廳長官，到1929年（昭和4年）為止都在任。
1930年（昭和5年），參加第17屆日本眾議院議員總選舉當選。雖然在1932年（昭和7年）的第18日本眾議院議員總選舉連任，但1934年3月11日在議員任內過世。